# 罗卡达拉佐
罗卡达拉佐（義大利語：Rocca d'Arazzo），是意大利阿斯蒂省的一个市镇。总面积12.62平方公里，人口953人，人口密度75.5人/平方公里（2009年）。ISTAT代码为005093。